# Urinoterapia
L'urinoterapia è una terapia alternativa, priva di riscontri scientifici, che consiste nell'utilizzo dell'urina tramite bagni, impacchi, iniezioni oppure attraverso l'assunzione orale. Queste pratiche sono prive di efficacia e di consistenza scientifica e possono risultare pericolose per la salute.

## Storia
La pratica dell'urinoterapia risale a epoche antiche: il medico dell'antica Grecia Galeno usava prescriverla a molti suoi pazienti. Nell'antica Roma Plinio, nella sua Naturalis historia, consigliava di trattare con l'urina ferite, ustioni, cicatrici e morsi di animali; inoltre l'urina veniva usata come sbiancante dei denti.
L'urina è stata considerata strumento di guarigione in molte culture asiatiche per secoli come il vero elisir di lunga vita, e in India questo trattamento è stato parte della tradizione medica per migliaia di anni.
In età moderna tale pratica fu rivalutata da Paracelso e dal medico tedesco Paullini.
Una descrizione esaustiva della composizione dell'urina umana è stata preparata per la NASA nel 1971. L'urina è una soluzione acquosa contenente più del 95% di acqua. I restanti costituenti sono, in ordine di concentrazione decrescente: urea 9,3 g/L, cloruro 1,87 g/L, sodio 1,17 g/L, potassio 0,750 g/L, creatinina 0,670 g/L e altri ioni disciolti, composti inorganici e organici.

## Teorie
I promotori di questa terapia, sulla base di variegate teorie prive di fondamento scientifico, sostengono che tramite essa si riuscirebbe a reintegrare nell'organismo delle sostanze che quando sono state scartate erano in eccesso (sali minerali, vitamine, anticorpi, ormoni ed altre sostanze organiche) e la ritengono un rimedio per molti disturbi di varia natura, sostenendo l'autopratica per confermare i risultati da loro ottenuti.
Nessuno studio adeguato, pubblicato nella letteratura scientifica disponibile, dimostra le rivendicazioni che l'uroterapia sia in grado di controllare o di invertire la progressione del cancro.
Il possibile ricorso all'urinoterapia per le presunte attività anti-cancro ha verosimilmente inizio a metà degli anni 1970, a seguito delle segnalazioni di Evangelos Danopolous, un medico greco. Il dottor Danopolous sostenne di aver trattato con successo, in termini di maggiore aspettativa di vita, alcuni pazienti affetti da cancro alla pelle, al labbro e al fegato utilizzando un composto di sua invenzione basato sull'urina. Un'ulteriore segnalazione sulla presunta attività anti-cancro dell'urinoterapia si deve ad un lavoro di Joseph Eldor del 1997 su una rivista scientifica di marginale importanza:  Medical Hypotheses. Lo scopo dichiarato di questa rivista, utilizzando le parole del fondatore dottor David Horrobin, è quello di pubblicare lavori basati su "alcune ipotesi in cui il supporto sperimentale è ancora frammentario". Fino al 2010 la rivista non utilizzava il metodo editoriale "peer review", per cui l'articolo viene prima valutato da parte di una o più persone di competenza pari a quella dell'autore, e divenne nota perché molti articoli pubblicati non ottennero consenso scientifico, in particolare quelli sulle cosiddette teorie "negazioniste" e sulle ipotesi alternative sull'AIDS, sull'eiaculazione come potenziale trattamento della congestione nasale nei maschi adulti, sulla possibile relazione tra schizofrenia ed uso di scarpe con i tacchi e altre.
In ogni caso il dottor Eldor con il suo lavoro sostenne che, poiché gli antigeni cellulari di alcuni tumori passano nell'urina, ricorrendo all'urinoterapia questi antigeni potrebbero essere introdotti e presentati al sistema immunitario che potrebbe quindi essere indotto a creare anticorpi contro di essi.
Insomma le evidenze scientifiche a oggi disponibili non supportano in alcun modo l'ipotesi di chi sostiene che l'urina, somministrata in qualsiasi forma, sia utile ai pazienti oncologici. Peraltro in letteratura medica, in anni anche molto antecedenti il lavoro di Eldor, erano già apparsi numerosi lavori che attestavano come l'urinoterapia, anche se ben tollerata, fosse in realtà inefficace nel trattamento delle metastasi al fegato del cancro colorettale.